# Feelings (canção de Morris Albert)
"Feelings" (em português: "sentimentos") é uma canção gravada pelo músico brasileiro Morris Albert, lançada em junho de 1974 no álbum After We've Left Each Other. A inspiração para a letra, que fala sobre o fim de um relacionamento amoroso, foi uma figura pública carioca pela qual o músico era apaixonado platonicamente. Na versão original, a base instrumental foi gravada pelo grupo de estúdio Os Carbonos, que também concebeu os vocais de apoio. Entre 1974 e 1976, a canção ocupou as paradas musicais de diversos países, entre elas a estadunidense Billboard Hot 100, chegando ao sexto lugar.
O êxito no Brasil se deu após a inclusão da canção na trilha sonora da telenovela Corrida do Ouro, ainda em 1974. No país, o single vendeu aproximadamente 300 mil cópias e atingiu a primeira colocação da Grande Parada Brasil, publicada pela revista Amiga. Nos Estados Unidos, vendeu três milhões de cópias, rendendo a Morris um disco de ouro certificado pela Recording Industry Association of America (RIAA). A canção foi reinterpretada por mais de 300 artistas, incluindo Caetano Veloso, Julio Iglesias, Nina Simone, The Offspring e Walter Jackson e recebeu críticas mistas ao longo do tempo.
Em 1975, foi indicada a duas categorias nos prêmios Grammy (Canção do Ano e Melhor Performance Pop Masculina), não vencendo nenhuma delas. Em 1987, o Tribunal Federal do Distrito de Manhattan atribuiu 88% dos créditos do tema ao compositor francês Louis Gasté e determinou o pagamento de 500 mil dólares em indenização num processo de plágio. Atualmente, Gasté é creditado como co-autor da canção. Morris, apesar de ter reconhecido semelhança entre as duas melodias, negou que teria copiado o compositor, e classificou o processo como um "golpe".

## Composição e gravação
Aos quinze anos de idade, Morris formou o grupo musical Hangmen juntamente com seus colegas de escola. Após se formar em língua inglesa na universidade nova-iorquina de Columbia em 1972, regressou ao Rio de Janeiro, onde compilou o seu trabalho criado enquanto ainda estava nos Estados Unidos e em seu país de origem e visitou departamentos artísticos de grandes gravadoras cariocas, sendo recusado por todas. Então, tomou a decisão de iniciar a carreira independentemente através do lançamento do single "Feel the Sunshine" que, com a ajuda de um divulgador freelancer, alcançou sucesso moderado nas principais estações de rádio da cidade no espaço de uma semana. Como resultado, Morris foi contatado por várias fonográficas sobre a assinatura de um contrato discográfico, ultimamente escolhendo a Beverly, a qual ele não havia anteriormente contatado e, naquele momento, havia recentemente rompido a sua parceria com Terry Winter, um artista brasileiro que alcançou popularidade com o êxito "Summer Holiday", e adquirido a gravadora Copacabana.

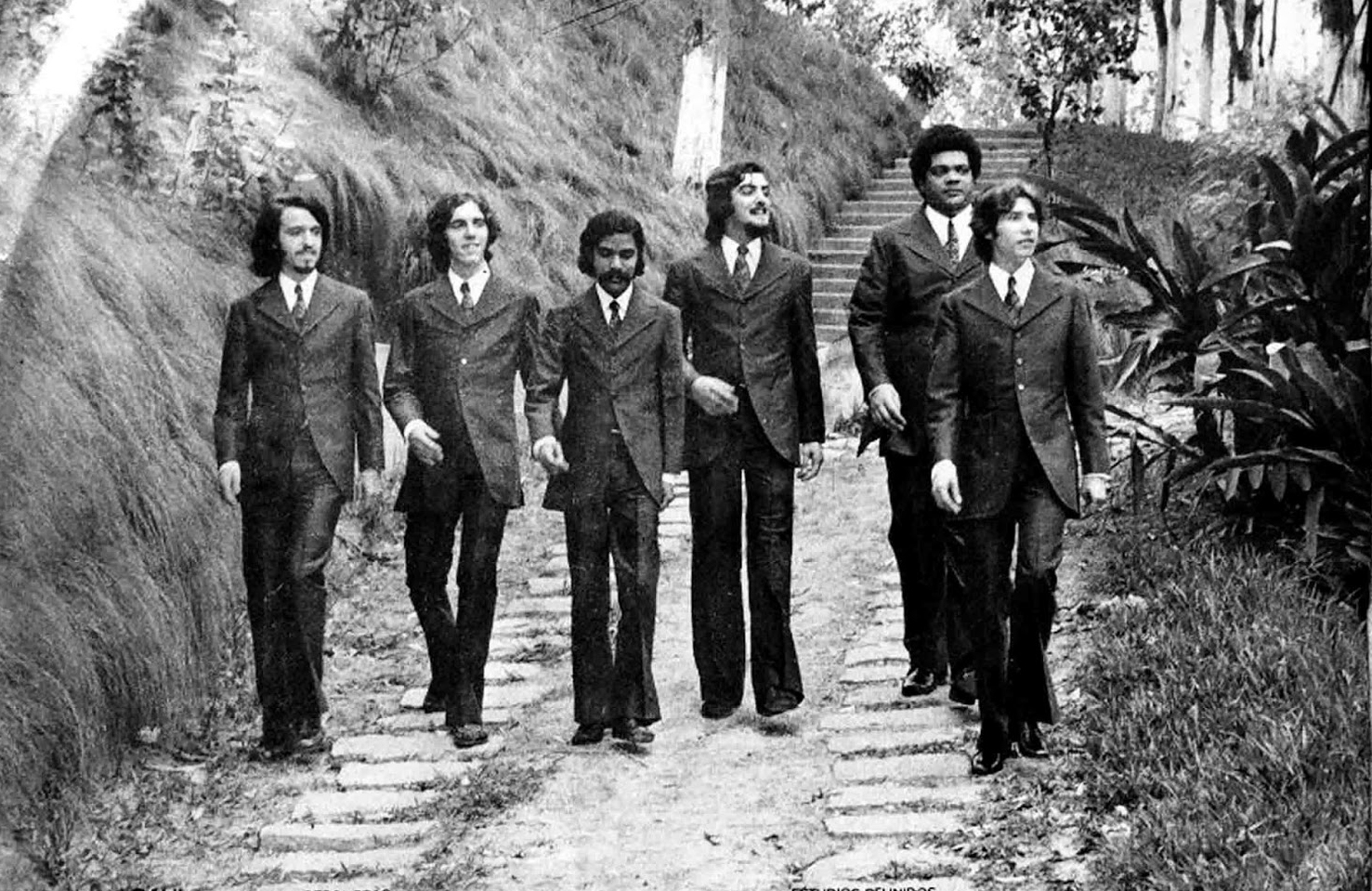
A base instrumental da canção foi feita pelo grupo de estúdio Os Carbonos.

Em 2004, numa entrevista para o jornalista Ricardo Miranda da revista IstoÉ Independente, Morris revelou que a inspiração por detrás de "Feelings" foi uma "atração platônica" por uma "carioca linda" de 30 anos de idade, "uma figura pública até hoje". Depois de finalizar a letra da canção, apresentou-a a Marcos Ficarelli, assistente do departamento internacional da Copacabana que havia sido nomeado recentemente ao cargo de representante interno da United Artists. Embora tenha elogiado a obra, Ficarelli também achou ser "meio comum, dessas que parece já ter ouvido em algum lugar."
As sessões de gravação para After We've Left Each Other, álbum de estreia de Morris, decorreram entre o final de 1973 e meados de 1974 no Estúdio Reunidos, na cidade de São Paulo, sob produção musical de Talmo Scaranari. A base instrumental de "Feelings" foi concebida pelo grupo Os Carbonos, a quem Morris pediu para fazerem "nada pesado" devido ao romantismo da canção, levando o grupo a incluir então apenas o piano, contrabaixo e bateria, esta última tocada com vassourinha. Os Carbonos também gravaram os vocais de apoio.

## Lançamento e repercussão
After We've Left Each Other foi finalmente lançado em junho de 1974 e, embora "Woman" tenha sido a primeira canção a alcançar sucesso, "Feelings" eventualmente entrou na trilha sonora da telenovela Corrida do Ouro dois meses depois, o que contribuiu para que mais tarde entrasse nas paradas musicais brasileiras. Após ter viajado ao Brasil para ouvir After We've Left Each Other pela primeira vez, o vice-presidente da divisão latino-americana da United Artists, companhia detentora dos direitos de distribuição do material de Morris, desaprovou o trabalho. Logo depois, a equipe internacional da Copacabana dirigiu-se à cidade de Nova Iorque para que o presidente da companhia assinasse o termo de desistência. Porém, já na sede da gravadora RCA no Empire State Building, o presidente Adolpho Pino foi contra esta decisão, optando por assinar um contrato para distribuir a canção ao mundo inteiro. Em diversos países hispânicos do continente americano foi divulgada uma versão em castelhano intitulada "Sentimientos", enquanto nos Estados Unidos foi divulgada uma versão encurtada de dois minutos e 58 segundos.
"Feelings" rapidamente conseguiu alcançar grande sucesso comercial ao redor do mundo, o que causou dificuldades na organização de concertos, dos quais os primeiros, no Brasil, tiveram seus ingressos esgotados. Então, com a finalidade de tornar prática a promoção da canção pelo mundo afora, Morris decidiu mudar-se para Los Angeles, onde conheceu pessoalmente artistas como Frank Sinatra e Elvis Presley. No Brasil, além de ter feito parte de Corrida do Ouro, "Feelings" foi também inclusa nas trilhas de Uga Uga, em 2000, e Chamas da Vida, em 2008. A composição ainda fez parte de diversos filmes, incluindo An Officer and a Gentleman (1982), Breakfast on Pluto (2005), e o curta-metragem animado Shrek in the Swamp Karaoke Dance Party (2001). Em um dos episódios da série de televisão The Muppet Show, o personagem Beaker canta a canção.
Além disso, "Feelings" foi reinterpretada por aproximadamente 300 artistas, incluindo Andy Williams, Bobby Vinton, Caetano Veloso, Céu, Dionne Warwick, Ella Fitzgerald, George Benson, Gretchen, Isaac Hayes, Johnny Mathis, José Feliciano, Julio Iglesias, Mike Brant, Nina Simone, Paul Anka, Sammy Davis Jr., Sarah Vaughan, The Offspring, Tom Jones, Walter Jackson e ainda as orquestras de Paul Mauriat, Percy Faith e Ray Conniff. A versão cover gravada por Walter Jackson estreou em duas paradas musicais estadunidenses, atingindo o pico no 93.º lugar da Billboard Hot 100 e no nono lugar da R&B/Hip-Hop Songs, enquanto a de Mike Brant, gravada em francês, chegou ao primeiro lugar das paradas da França e de Valônia, na Bélgica. A versão de Caetano Veloso entrou nas trilhas de Começar de Novo, em 2004 e O Rebu, em 2014.

## Estrutura e recepção

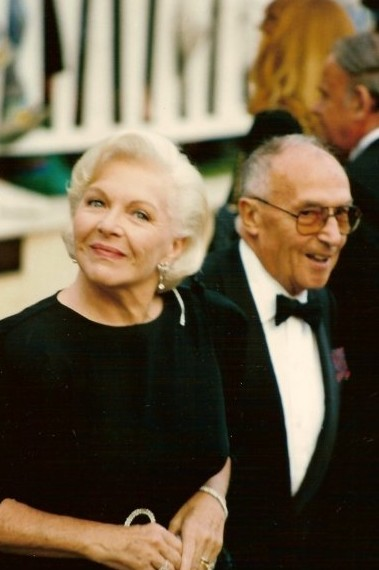
Louis Gasté (direita) venceu, em 1987, um processo de plágio aberto contra Morris e atualmente é creditado como co-autor do tema.

Segundo o website Musicnotes, "Feelings" foi composta na clave de mi menor, possuindo o andamento moderado de 88 batidas por minuto. O mesmo website credita o gênero musical da canção como soft rock e pop latino, apesar de a mesma ser também citada, algumas vezes, como uma balada romântica ou brega. O alcance vocal de Morris na faixa vai de ré4 até mi5. Na letra da canção, o eu lírico tenta esquecer "sentimentos de amor" causados pelo fim de uma relação amorosa. O crítico musical Joe Viglione, para o portal norte-americano AllMusic, definiu a canção como uma "balada comum" que, junto com "Falling Tears" e "Sweet Loving Man", são "títulos excelentes" de Morris. No entanto, o autor australiano Colin Bowles considerou a canção "um crime contra a humanidade" no livro I’ve Been Flushed from the Bathroom of Your Heart (2008), no qual listou-a entre as cem piores do mundo.
A canção também está presente em outras listas de piores, como a de Matthew Wilkening, publicada no website AOL Music, em 83.º lugar. Não obstante, "Feelings" foi indicada a duas categorias na cerimônia de 1975 dos prêmios Grammy, Canção do Ano e Melhor Performance Pop Masculina, mas não venceu nenhuma delas. Morris recebeu também o prêmio Gold Shield da American Society of Composers, Authors and Publishers (ASCAP) anualmente por dezessete vezes consecutivas por "Feelings" ter sido a música mais tocada do mundo.

### Processo de plágio
Na década de 1980, o compositor francês Louis Gasté, que afirmava que "Feelings" era na verdade uma cópia de sua composição "Pour Toi" (1956), tentou por duas vezes abrir um processo judicial de plágio contra Morris, sem sucesso. Em 1987, porém, Gasté conseguiu que o júri do Tribunal Federal do Distrito de Manhattan lhe atribuísse 88% dos créditos da canção (na qual é atualmente creditado como co-autor) e determinasse o pagamento de 500 mil dólares em indenização. Gasté acreditava que a a Fermata International Melodies, Inc., editora musical de Morris que também havia tido relações profissionais consigo, teria feito o brasileiro ouvir "Pour Toi". Morris, por sua vez, reconheceu a semelhança entre as duas melodias, mas negou que o plágio tivesse sido intencional, classificando o processo movido pelo músico francês como um "golpe". Em entrevista ao jornal The New York Times, Line Renaud, cantora e esposa de Gasté, declarou não ter ressentimentos contra Morris e que "se ele é realmente um grande talento internacional, ele provará novamente".

## Alinhamento de faixas
Fonte das edições e composições:
Fonte das durações:
| Versão original (Brasil, El Salvador, México, Panamá e Peru) |             |                            |         |  |
| N.º                                                          | Título      | Compositor(es)             | Duração |  |
| 1.                                                           | "Feelings"  | Morris Albert, Louis Gasté | 3:46    |  |
| 2.                                                           | "Christine" | Morris Albert              | 2:50    |  |

| Espanha e Reino Unido |                                   |                |         |  |
| N.º                   | Título                            | Compositor(es) | Duração |  |
| 1.                    | "Feelings"                        | Albert, Gasté  | 3:46    |  |
| 2.                    | "Come to My Life (Ven a Mi Vida)" | Albert         | 3:34    |  |

| Versão promocional (Estados Unidos) |                           |                |         |  |
| N.º                                 | Título                    | Compositor(es) | Duração |  |
| 1.                                  | "Feelings (versão curta)" | Albert, Gasté  | 2:58    |  |
| 2.                                  | "Feelings (versão longa)" | Albert, Gasté  | 3:46    |  |

| Austrália, Canadá, Estados Unidos, Japão, Nova Zelândia |                              |                               |         |  |
| N.º                                                     | Título                       | Compositor(es)                | Duração |  |
| 1.                                                      | "Feelings"                   | Albert, Gasté                 | 3:46    |  |
| 2.                                                      | "This World Today is a Mess" | Danny Daniel, Donna Hightower | 2:53    |  |

| Alemanha, França, Países Baixos, Turquia |                             |                |         |  |
| N.º                                      | Título                      | Compositor(es) | Duração |  |
| 1.                                       | "Feelings"                  | Albert, Gasté  | 3:46    |  |
| 2.                                       | "Ways of Fire/Boombamakaoo" | Albert         | 3:49    |  |

| Portugal |                    |                |         |  |
| N.º      | Título             | Compositor(es) | Duração |  |
| 1.       | "Feelings"         | Albert, Gasté  | 3:46    |  |
| 2.       | "Sweet Loving Man" | Albert         | 3:47    |  |

| Itália |            |                |         |  |
| N.º    | Título     | Compositor(es) | Duração |  |
| 1.     | "Feelings" | Albert, Gasté  | 3:46    |  |
| 2.     | "Woman"    | Albert         | 2:48    |  |

## Ficha técnica
A maior parte dos seguintes créditos estão disponíveis no livro Hits Brasil, de Fernando Carneiro de Campos.
Gravação e publicação
- Gravada entre 1973 e 1974 no Estúdio Reunidos (São Paulo, Brasil)
- Publicada pela Fermata International Melodies, Inc.

Produção
| - Morris Albert — vocal principal, composição e guitarra acústica - Louis Gasté — composição - Tânia Lemke — vocais de apoio - Peter MacGreen — vocais de apoio - Os Carbonos — vocais de apoio - Waldomiro Lemke — arranjos | - Sérgio Lemke — arranjos - Talmo Scaranari — produção - Mário Casali — piano Os Carbonos - Igor Edmundo — contrabaixo - Antonio Carlos Abreu — bateria |

## Paradas musicais
Nos Estados Unidos, país no qual recebeu o certificado de disco de ouro pela Recording Industry Association of America (RIAA), a versão original de "Feelings" permaneceu na Hot 100 por 32 semanas, atingindo o seu pico no sexto lugar, segundo o publicado pela revista Billboard em 25 de outubro de 1975. Na Adult Contemporary, alcançou o segundo lugar. No vizinho Canadá, recebeu o certificado de disco de platina pela Music Canada pelo embarque de 150 mil unidades, enquanto no Reino Unido recebeu o de disco de prata pela British Phonographic Industry (BPI). A versão em castelhano da canção, denominada "Sentimientos", vendeu mais de 20 mil exemplares em sua primeira tiragem e rendeu a Morris mais um disco de ouro. No total, cerca de dez milhões de cópias de "Feelings" foram vendidas ao redor do mundo, das quais três milhões foram apenas nos Estados Unidos e 300 mil no Brasil, tornando-se a canção de maior sucesso de Morris.

### Versão de Morris Albert
| Parada musical (1974–76)              | Melhor posição |
| ------------------------------------- | -------------- |
| África do Sul (Springbok)             | 5              |
| Alemanha (Offizielle Deutsche Charts) | 41             |
| Austrália (Kent Music Report)         | 5              |
| Bélgica, Flandres (Ultratop)          | 13             |
| Bélgica, Valônia (Ultratop)           | 6              |
| Brasil (Amiga)                        | 1              |
| Canadá (RPM Pop Music Playlist)       | 3              |
| Canadá (RPM Top Singles)              | 18             |
| Estados Unidos (Billboard Hot 100)    | 6              |
| Estados Unidos (Adult Contemporary)   | 2              |
| Estados Unidos (Cash Box Top 100)     | 10             |
| França (IFOP)                         | 13             |
| Irlanda (Irish Singles Chart)         | 5              |
| México (Radio Mil)                    | 4              |
| México (Ortiz)                        | 10             |
| Nova Zelândia (Listener)              | 4              |
| Países Baixos (Dutch Top 40)          | 22             |
| Países Baixos (Single Top 100)        | 16             |
| Reino Unido (UK Singles Chart)        | 4              |

| Parada musical (1974–75)            | Posição |
| ----------------------------------- | ------- |
| Brasil (Amiga)                      | 6       |
| Canadá (RPM Year-End)               | 94      |
| Estados Unidos (Billboard Hot 100)  | 45      |
| Estados Unidos (Adult Contemporary) | 8       |
| Estados Unidos (Cash Box Top 100)   | 23      |
| Reino Unido (Record Mirror)         | 42      |

| Região                                  | Certificação | Vendas     |
| --------------------------------------- | ------------ | ---------- |
| Canadá (Music Canada)                   | Platina      | 150,000^   |
| Estados Unidos (RIAA)                   | Ouro         | 1,000,000^ |
| Reino Unido (BPI)                       | Prata        | 250,000^   |
| ^vendas baseadas apenas na certificação |              |            |

### Versão de Mike Brant
| Parada musical (1975)         | Melhor posição |
| ----------------------------- | -------------- |
| Bélgica, Valônia (Ultratop)   | 1              |
| França (IFOP)                 | 1              |
| Quebec (Palmarès Francophone) | 24             |

| Parada musical (1975) | Posição |
| --------------------- | ------- |
| França (IFOP)         | 17      |

### Versão de Walter Jackson
Gráficos semanais
| Parada musical (1977)              | Melhor posição |
| ---------------------------------- | -------------- |
| Estados Unidos (Billboard Hot 100) | 93             |
| Estados Unidos (R&B/Hip-Hop Songs) | 9              |